# Soul Intent
Soul Intent est le troisième EP du groupe américain Soul Intent dont Eminem était membre. 
Sorti uniquement en cassette le 25 février 1995 par Mashin' Duck Records, l'EP n'a pas été rendu disponible dans le commerce. Au moment de sa sortie, Eminem était encore connu sous son nom de scène "M&M". Un an après la sortie de Soul Intent, Eminem a sorti son premier album solo "Infinite". L'EP contient seulement deux chansons différentes, mais existe en trois versions: une sous forme de disque vinyle avec un skit puis chaque chanson sous leur forme originale, une deuxième sous forme de cassette audio avec le même skit et deux fois chaque chanson (une fois en version originale, une fois en version censurée), et une troisième également sous forme de cassette audio avec uniquement les versions censurées. 
Biterphobia contient le sample de la chanson Heaven on Their Minds du groupe Jesus Christ Superstar. Le producteur de musique Mike « Manix » Ruby est toujours actif dans la région de Detroit.

## Listes des titres
| No | Titre                                  | Producteur(s)       | Durée |
| -- | -------------------------------------- | ------------------- | ----- |
| 1. | Fuckin' Backstabber (Skit)             | Mike « Manix » Ruby | 1:20  |
| 2. | Fuckin' Backstabber (featuring Proof)  | Mike « Manix » Ruby | 4:46  |
| 3. | Biterphobia (featuring DJ Buttafingaz) | Mike « Manix » Ruby | 3:39  |